# Den cundiboyacanske højslette
Den cundiboyacanske højslette (spansk: Altiplano cundiboyacense) er et højland i den vestlige del af de colombianske Andesbjerge, i departmenterne Cundinamarca og Boyacá. Den cundiboyacanske højslette består af tre forskellige regioner: Bogotásletten, Ubaté- og Chiquinquirá-dalene, og Duitama- og Sogamoso-dalene.

## Byer
Det ligger en række byer på Den cundiboyacanske højslette, deriblandt landets hovedstad Bogotá. De vigtigste byer på højsletten er de følgende:
- Bogotá
- Chía
- Chiquinquirá
- Duitama
- Facatativá
- Ubaté
- Soacha
- Sogamoso
- Tunja
- Zipaquirá

5°31′56″N 73°21′46″V / 5.532209°N 73.362877°V